# Алфёрова, Полина Михайловна
Полина Михайловна Алфёрова (род. 18 августа 1941, Погадайское, Челябинская область) — свинарка совхоза «Красная Звезда» Курганской области.

## Биография
Полина Михайловна родилась 18 августа 1941 года в селе Погадайском Погадайского сельсовета Шадринского района Челябинской области, ныне деревня входит в Шадринский муниципальный округ Курганской области. У Полины 2 брата.
После окончания Погадайской семилетней школы она пришла работать в колхоз, освоила несколько профессий. Работала на кирпичном заводе в посёлке им. Будённого (25 апреля 1952 года переименован в деревню Октябрь) Шадринского района.
В 1969 году стала постоянно работать свинаркой свиноводческого совхоза «Красная Звезда» Погадайского (с 1973 года — Краснозвездинского) сельсовета Шадринского района. Алфёрова занимала наиболее ответственный участок во всём цикле производства свинины: следила за ходом опоросов и ухаживала за полученными поросятами. Она получала ежегодно от тысячи до двух тысяч поросят, обеспечивая их высокую сохранность и хорошие привесы. Так, в 1982 году Алфёрова получила 1965 поросят, добилась хороших качественных показателей. 
С 1996 года на пенсии. П. М. Алфёрова проработала в сельском хозяйстве более 40 лет, из них 27 лет свинаркой совхоза «Красная Звезда».
Жители деревни Погадайской несколько созывов избирали её депутатом в районный Совет народных депутатов.

## Награды
- Орден Трудовой Славы I степени № 784, 27 августа 1990 года
- Орден Трудовой Славы II степени № 7784, 21 декабря 1983 года
- Орден Трудовой Славы III степени № 171611, 23 декабря 1976 года
- Звание «Почётный гражданин Шадринского района», 29 января 2004 года, за достойный вклад в социально-экономическое развитие района и в связи с 80-летием образования Шадринского района[3][4]
- Шесть дипломов лауреата премии имени Г. М. Ефремова
- Почётные грамоты, благодарности и ценные подарки.

## Семья
- Два брата.
- Внук Дмитрий Алфёров.